# Bettina Wiesmann
Bettina Wiesmann (nascida em 20 de outubro de 1966) é uma política alemã da União Democrata-Cristã (CDU). Nascida em Berlim, ela actua como membro do Bundestag do estado de Hesse desde 2017.

## Carreira política
Wiesmann tornou-se membro do Bundestag nas eleições federais alemãs de 2017. No parlamento, ela é membro da Comissão de Famílias, Idosos, Mulheres e Juventude.

## Posições políticas
Em 2019, Wiesmann juntou-se a 14 membros do seu grupo parlamentar que, numa carta aberta, pediram que o partido se reunisse em torno de Angela Merkel e da presidente do partido, Annegret Kramp-Karrenbauer, num período em que houve críticas dos conservadores Friedrich Merz e Roland Koch às lideres do partido.